# Jeff Gadley
Jeffrey „Jeff“ Gadley (* 14. Juni 1955 in Buffalo, New York) ist ein ehemaliger US-amerikanischer Bobsportler.
Gadley begann seine sportliche Karriere an der Kensington High im Schwimmen, Football und in der Leichtathletik. Am College in Plattsburgh, welches er als Krankenpfleger abschloss, trat er auch im Zehnkampf an. 1979 wechselte er zum Bobsport. Mit dem US-Team trat er bei der Bob-Weltmeisterschaft 1979 an. Im Jahr darauf konnte er sich für die Olympischen Winterspiele 1980 qualifizieren. Dort belegte Gadley im Viererbob mit seinen Teamkollegen Willie Davenport, Bob Hickey und Jeff Jordan den 12. Platz.